# XVIIIe siècle en philosophie
Le XVIIIe siècle en philosophie a été marqué par les événements suivants :

## Années 1701 à 1720
1704
- Nouveaux Essais sur l'entendement humain, de Gottfried Wilhelm Leibniz, rédigé en 1704 et publié en 1765.

1710
- Essais de Théodicée, de Gottfried Wilhelm Leibniz.

1712
- Naissance le 28 juin de Jean-Jacques Rousseau, mort en 1778, écrivain et philosophe genevois francophone.

1713
- Naissance le 5 octobre de Denis Diderot, philosophe français, mort en 1784.

1714
- Monadologie, de Gottfried Wilhelm Leibniz (rédaction en langue française).
- Naissance le 16 juillet de Marc-René de Montalembert, philosophe français, mort en 1800.

1716
- Décès le 14 novembre de Gottfried Wilhelm Leibniz, philosophe et scientifique polymathe allemand (né le 1er juillet 1646).

1720
- Monadologie, de Gottfried Wilhelm Leibniz (publication en langue allemande).

## Années 1721 à 1740
1724
- Naissance le 22 avril d'Emmanuel Kant, philosophe allemand, mort en 1804.

1733
- L'Art du mensonge politique, de John Arbuthnot.

## Années 1741 à 1760
1743
- Naissances :
  - Friedrich Heinrich Jacobi, philosophe allemand, mort en 1819.
  - Louis-Claude de Saint-Martin, philosophe français, mort en 1803.

1744
- Naissances :
  - Jean-Baptiste de Lamarck, naturaliste et philosophe français, mort en 1829.

1748
- Naissances :
  - Jeremy Bentham, philosophe britannique.

1749
- Naissances :
  - Alexandre Radichtchev, philosophe russe, mort en 1802.
  - Johann Wolfgang von Goethe, philosophe allemand.

1750
- 15 août : naissance de Sylvain Maréchal, philosophe français, mort en 1803.

1753
- Naissances :
  - 1er avril : Joseph de Maistre, philosophe  français, mort en 1821.
  - 22 novembre : Dugald Stewart, philosophe écossais, mort en 1828.

1755
- 10 février : Décès de Montesquieu, né en 1689 à l'âge de 66 ans.

1756
- Essai sur les mœurs et l'esprit des nations, de Voltaire.

1757
- 3 février : naissance de Volney (Constantin-François Chassebœuf de La Giraudais), mort en 1820.
- 5 juin : naissance de Pierre Jean Georges Cabanis, mort en 1808.

1758
- De l'esprit, de Claude-Adrien Helvétius.

1759
- 27 juillet : décès de Pierre-Louis Moreau de Maupertuis, philosophe français, né en 1698, mort à 61 ans.

1760
- 17 octobre : Claude-Henri de Rouvroy de Saint-Simon (« comte de Saint-Simon »), philosophe français, mort en 1825.

## Années 1761 à 1780
1761
- Naissances :
  - Gian Domenico Romagnosi, philosophe italien, mort en 1835.
  - Johann Gottlieb Fichte, philosophe allemand, mort en 1814.

1765
- Nouveaux Essais sur l'entendement humain, de Gottfried Wilhelm Leibniz, publié en 1765 (rédigé en 1704).
- Naissance de Franz Xaver von Baader, philosophe et théologien allemand, mort en 1841.

1766
- Le Philosophe ignorant, de Voltaire.
- Naissance le 22 avril de Madame de Staël, femme de lettres française, morte en 1817.

1768
- Naissance de Friedrich Schleiermacher, théologien et philosophe allemand.

1770
- Naissance le 27 août de Georg Wilhelm Friedrich Hegel, philosophe allemand, mort en 1831.

1771
- L'art de se taire, principalement en matière de religion, de l'Abbé Dinouart.

1774
- Éloge historique de la raison, de Voltaire.

1778
- Décès :
  - 30 mai : Voltaire, philosophe français, né en 1694 (mort à 83 ans).
  - 2 juillet : Jean-Jacques Rousseau, écrivain et philosophe genevois francophone, né en 1712.

1780
- Naissance le 16 novembre de Carl von Clausewitz, théoricien militaire prussien, mort en 1831.

## Années 1781 à 1800
1784
- Décès le 31 juillet de Denis Diderot, philosophe français, né en 1713.

1792
- Naissance le 28 novembre de Victor Cousin, mort le 14 janvier 1867.